# Assadi Toussi
Pour les articles homonymes, voir Assadi et Toussi.
Abou Mansour Ali ibn Ahmad Assadi Toussi (en persan : اسدی طوسی / Asadi Ṭusi), né à Tous et mort en 1072 à Tabriz, est un poète iranien médiéval de langue perse.
Au temps d'Assadi, et longtemps après, la province du Khorassan était le théâtre de conflits entre les différentes peuplades turques de la région. L'élite intellectuelle quitte le Khorassan à cause de ces conflits. 
Pour cette raison également, Assadi quitte le Khorassan pour l'Azerbaïdjan iranien, à ne pas confondre avec l'actuel État d'Azerbaïdjan, et y reste jusqu'à sa mort. 
Sa tombe est à Tabriz.